# Dějiny spásy

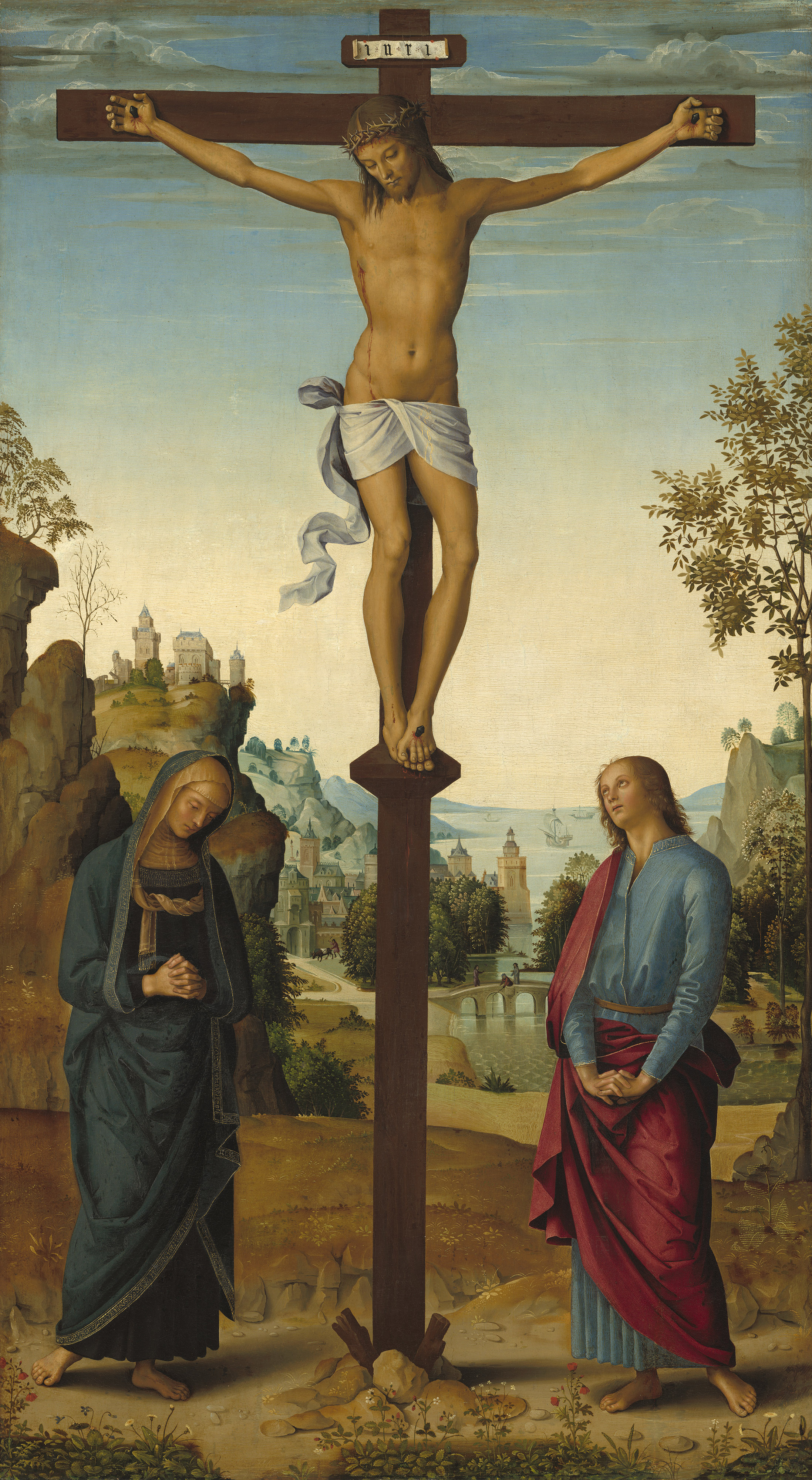
Ukřižování Ježíše Krista, Pietro Perugino, italská renesance

Dějiny spásy (latinsky historia salutis či historia sacra) v křesťanství označují ty dějiny a jejich aspekt, které souvisejí s Božím postojem, počínáním a promlouváním v lidských dějinách.

## Charakteristika
Podle křesťanského učení je celé lidstvo poznačeno prvotním hříchem, kterého se podle tradičního biblického vyprávění dopustili první lidé (srov. Adam a Eva). Hned po tomto pádu člověka zmiňuje kniha Genesis Boží zaslíbení budoucí spásy v Gn 3,15. Od tohoto okamžiku začínají samotné dějiny spásy chápané jako dějiny Božích zásahů v dějinách, jejichž cílem bylo vykoupit a zachránit (tj. spasit) lidi z hříchu a tím i z utrpení a smrti. Tyto dějiny jsou popsány ve Starém a vrcholí v Novém zákoně. Obsahují (v hlavních rysech) vyvolení Abraháma jako praotce budoucího vyvoleného (izraelského) lidu, sestoupení Jákoba a jeho synů do Egypta, vyjití Izraelitů z Egypta pod vedením Mojžíše, dar zákona na hoře Sinaj, obsazení zaslíbené země Kenaánu, založení izraelské monarchie, působení proroků uprostřed nevěrného lidu, babylonské zajetí, obnovení chrámu, a nakonec příchod vytouženého a předpovězeného Mesiáše v osobě Ježíše Krista, který lidi vykoupil svým vtělením, bezhříšným životem a svou smrtí a vzkříšením. Pokračováním těchto dějin spásy pak jsou dějiny církve, kterými se zabývají církevní dějiny coby teologická disciplína, a život každého jednotlivého křesťana (který studuje morální teologie a spirituální teologie).
Pojem dějin spásy odpovídá historické povaze křesťanského náboženství. To se zakládá na víře, v Boha který se člověku zjevuje právě v dějinách a v čase, v konkrétních historických událostech, a na víře, že dějiny mají svůj směr a cíl, ke kterému směřují. Toto dynamické a svou podstatou pozitivní pojetí dějin, jak zdůrazňuje Mircea Eliade, je jedním z hlavních prvků, které odlišuje židovství od okolních náboženství starověkého blízkého východu a také od antických náboženských směrů a které dává židovství (a křesťanství) jeho specifikum. Tato „historizace“ víry v jednání Boha coby osoby v konkrétních událostech může být z hlediska religionistiky nahlíženo pozitivně (M. Eliade), nebo negativně (J. Campbell).